# ヒノキヤグループ
株式会社ヒノキヤグループ（英: Hinokiya Group Co., Ltd.）は、東京都千代田区に本社を置く建設会社である。ヤマダホールディングスの子会社。

## 沿革
参照：
- 1988年（昭和63年）10月13日 - 株式会社東日本ニューハウスとして創業。
- 1996年（平成8年）9月 - 東栄ハウジングの全株式を取得、子会社化。
- 2002年（平成14年）7月 - リフォーム事業の子会社として、桧家ハウステック（現・リフォームカンパニー）を設立。
- 2003年（平成15年）1月 - 株式会社桧家住宅に商号変更。連結子会社として、ユートピアホーム（後の日本ハウジングソリューション）を設立。
- 2004年（平成16年）1月 - 千葉県を中心とするFC子会社として、桧家住宅ちば（後の桧家住宅東京）を設立。
- 2007年（平成19年）11月15日 - 名証第二部市場に上場。
- 2008年（平成20年）
  - 2月 - 栃木県を中心とするFC子会社として、桧家住宅とちぎ（後の桧家住宅北関東）を設立。
  - 2月18日 - 戸建分譲会社の石塚建設工業と、不動産販売会社の住宅建設の全株式を取得、両社を子会社化[3]。
- 2009年（平成21年）
  - 2月25日 - 断熱材メーカーの日本アクアの株式87.5%を取得、子会社化[4][5]。
  - 7月16日 - 建築会社のランデックスを子会社化[6]。
  - 8月31日 - 事務所機能を埼玉県久喜市に移転。
- 2011年（平成23年）
  - 2月 - 持株会社体制への移行に向けた会社分割の準備会社として、桧家住宅さいたまを設立。
  - 7月7日 - 持株会社体制への移行[7]。

  1. 吸収分割により、注文住宅事業を子会社の桧家住宅さいたまに承継。同時に、桧家住宅さいたまは、桧家住宅（2代）に商号変更。
  2. 桧家住宅（初代）は、株式会社桧家ホールディングスに商号変更。

- - 8月1日 - 連結子会社の桧家住宅（2代）が新設分割により、群馬県の一部事業を桧家住宅上信越に承継。
  - 11月17日 - 分譲販売業の池田住販の全株式を取得、子会社化。同社は、桧家不動産千葉に商号変更[8]。
  - 12月16日 - 注文住宅業の三栄ハウスの全株式を取得、子会社化。同社は、桧家住宅三栄に社名変更[8]。
- 2012年（平成24年）
  - 1月1日 - 連結子会社の桧家住宅（2代）が吸収分割により、群馬県全域・埼玉県の一部事業を桧家住宅上信越に承継。
  - 7月 - 連結子会社の桧家住宅東北が、仙台市内にて営業開始。
- 2013年（平成25年）
  - 1月1日 - いずれも連結子会社の桧家不動産東京（存続会社）、桧家不動産埼玉、桧家不動産千葉の合併により、桧家不動産が発足[9]。
  - 12月13日 - 連結子会社の日本アクアが、東証マザーズ市場に上場[10]。
  - 12月16日 - 明光ネットワークジャパン系で保育・介護事業を手掛けるライフサポートの株式40.0%を取得、持分法適用関連会社となる[11]。
- 2014年（平成26年）
  - 1月31日 - ライフサポートの株式を追加取得（計52.6％）、子会社化[12]。
  - 2月28日 - 新潟県で住宅建設請負を手掛ける北都ハウス工業（後のパパまるハウス）の全株式を取得、子会社化[13]。
  - 5月19日 - 東京都千代田区に本店移転。
  - 11月 - 土地売買業の子会社として、フュージョン資産マネジメントを設立。
- 2015年（平成27年）
  - 1月1日 - グループ再編を実施。

  1. 東栄ハウジングと桧家住宅とちぎの合併により、桧家住宅北関東が発足。
  2. 桧家住宅ちばと三栄ハウスの合併により、桧家住宅東京が発足。
  3. 桧家不動産が、桧家ランデックスを吸収合併。

- - 9月1日 - LIXILグループ他5社[注釈 1]との共同出資により、「住宅」関連のベンチャー企業としてHOUSALLを設立[14]。
- 2016年（平成28年）
  - 1月 - ベトナム現地法人として、Hinokiya Vietnam Co., Ltd.を設立。
  - 3月 - ジオスター子会社のレスコハウス（後のヒノキヤレスコ）の全株式を取得、子会社化[15][16]。
- 2017年（平成29年）
  - 3月22日 - 東証第二部市場に上場。
  - 8月4日 - 名証第二部市場　上場廃止。
- 2018年（平成30年）
  - 1月1日 - 連結子会社の桧家住宅東京（存続会社）、桧家住宅（2代）、桧家住宅北関東、桧家住宅上信越、桧家住宅東北が合併、存続会社は桧家住宅（3代）に商号変更[17]。
  - 3月23日 - 東証第一部市場に指定替え。
  - 4月1日 - 株式会社ヒノキヤグループに商号変更[18]。
  - 4月6日 - 静岡県の地場住宅会社のハウジーホームズ（後の桧家住宅東海）の全株式を取得し、子会社化[19]。
  - 9月 - 連結子会社のレスコハウスがベトナム現地企業との間で、PCパネル製造に係る合弁会社として、Hinokiya Resco Construction Vietnam Co.,Ltd.を設立[20]。
  - 11月1日 - 吸収分割により、住宅FC事業を連結子会社の日本ハウジングソリューションに承継[21]。
- 2019年（平成31年/令和元年）
  - 1月 - 連結子会社のヒノキヤレスコが吸収分割により、桧家不動産の土地活用事業を承継。ベトナムにおける合弁会社として、Hinokiya TWGroup Co., Ltd.を設立。
  - 4月1日 - 桧家住宅（3代）が、桧家不動産を吸収合併。
  - 9月 - 不動産仲介事業の子会社として、まいすまい（現・まいすまいカンパニー）を設立。
- 2020年（令和2年）10月29日 - ヤマダホールディングスによる株式公開買付けが成立、同社の子会社となる[22][23]。
- 2021年（令和3年）
  - 1月1日 - 連結子会社の桧家住宅（3代）が、桧家住宅東海を吸収合併[24]。
  - 4月1日 - コーポレートロゴを改定[注釈 2][25]。
  - 9月30日 - FC加盟企業の桧家住宅名古屋の全株式を取得、子会社化[26]。
  - 10月 - 連結子会社のライフサポートの全株式を譲渡。
- 2022年（令和4年）
  - 1月1日 - 連結子会社の桧家住宅（3代）が、桧家住宅名古屋を吸収合併[27]。
  - 4月25日 - 東証プライム市場　上場廃止。
  - 4月27日 - 株式交換により、ヤマダHDの完全子会社となる[28]。
- 2023年（令和5年）
  - 7月1日 - 住宅子会社6社[注釈 3]を吸収合併（事業会社への移行および社内カンパニー制の導入）[29][30][31]。
  - 10月20日 - 北海道における注文住宅会社のイゼッチハウス北海道、及び大洋建設の両社を完全子会社化[32]。
- 2024年（令和6年）4月1日 - 連結子会社のイゼッチハウス北海道と大洋建設を吸収合併[33]。

## 住宅事業

### 桧家住宅カンパニー
注文住宅の「桧家住宅」ブランドを展開しているほか、東北（山形・宮城・福島）、関東（群馬・栃木・埼玉・茨城・東京・千葉・神奈川）、北陸・甲信越（新潟・長野・山梨）、東海（愛知・静岡）の4エリア15都県において宅地・分譲住宅を展開している。
- 本部 - 東京都千代田区丸の内1丁目8-3　丸の内トラストタワー本館

### パパまるハウスカンパニー
家づくりの「パパまるハウス」ブランドを展開しているほか、引渡後の物件に関わるサポート業務などを行っている。
| エリア | 事業所           | 郵便番号 | 所在地                                               |
| ------ | ---------------- | -------- | ---------------------------------------------------- |
| 新潟県 | 本部             | 950-1151 | 新潟市中央区湖南1番地2                               |
| 新潟県 | 新潟支店         | 950-1151 | 新潟市中央区湖南1番地2                               |
| 新潟県 | 新潟西支店       | 950-2028 | 新潟市西区小新南1丁目2番11号                         |
| 新潟県 | 長岡支店         | 940-2106 | 長岡市古正寺3丁目10番地1                             |
| 新潟県 | 燕三条支店       | 959-1232 | 燕市井土巻4丁目41番地                                |
| 新潟県 | 上越支店         | 942-0063 | 上越市下門前1757番地1                                |
| 長野県 | 長野支店         | 380-0911 | 長野市大字稲葉629番地1                               |
| 長野県 | 長野北支店       | 383-0064 | 中野市大字新井420番地1                               |
| 長野県 | 上田支店         | 386-0002 | 上田市住吉106番地1                                   |
| 長野県 | 東御営業所       | 389-0517 | 東御市県289番地6                                     |
| 長野県 | 佐久支店         | 385-0022 | 佐久市岩村田3773番地1                                |
| 長野県 | 松本支店         | 390-0836 | 松本市高宮北1番8号                                   |
| 長野県 | 信州南支店       | 396-0023 | 伊那市山寺1845番地3                                  |
| 長野県 | 諏訪営業所       | 392-0013 | 諏訪市沖田町2丁目8番地3                              |
| 長野県 | 飯田営業所       | 395-0001 | 飯田市座光寺4596-1 ZAPP21 2階                        |
| 山梨県 | 甲府支店         | 409-3866 | 中巨摩郡昭和町西条155番地1                           |
| 山形県 | 鶴岡支店         | 997-0017 | 鶴岡市大宝寺日本国378番地14                          |
| 山形県 | 酒田営業所       | 998-0858 | 酒田市緑町17-13                                      |
| 山形県 | 山形支店         | 990-0832 | 山形市城西町5丁目30番19号                            |
| 宮城県 | 仙台支店         | 981-1227 | 名取市杜せきのした5丁目12番地5                       |
| 宮城県 | 仙台北営業所     | 986-0850 | 石巻市あゆみ野5丁目5番地2                            |
| 福島県 | 会津支店         | 965-0005 | 会津若松市一箕町大字亀賀字藤原351番地1               |
| 福島県 | 郡山支店         | 963-8033 | 郡山市亀田2丁目22番14号                              |
| 福島県 | 郡山北営業所     | 963-8052 | 郡山市八山田2丁目20番地 郡山北総合住宅公園内         |
| 福島県 | 福島支店         | 960-0112 | 福島市南矢野目字鵯目51番地の6                        |
| 福島県 | いわき支店       | 971-8182 | いわき市泉町滝尻字六枚内106番地の1                   |
| 群馬県 | 前橋支店         | 371-0852 | 前橋市総社町総社3108番地1                            |
| 群馬県 | 高崎支店         | 370-0005 | 高崎市浜尻町1207番地                                 |
| 群馬県 | 太田支店         | 373-0807 | 太田市下小林町703番地1 TBSハウジング太田会場内       |
| 埼玉県 | 久喜支店         | 346-0031 | 久喜市久喜本797番地6                                 |
| 茨城県 | 水戸支店         | 311-4151 | 水戸市姫子2丁目201番地の1 水戸赤塚住宅公園内         |
| 茨城県 | ひたちなか営業所 | 312-0045 | ひたちなか市勝田中央7番1号                           |
| 茨城県 | つくば支店       | 305-0035 | つくば市松代1丁目9番地7                              |
| 茨城県 | 土浦営業所       | 300-0045 | 土浦市文京町1番4号                                   |
| 茨城県 | 筑西営業所       | 308-0841 | 筑西市二木成1353番地                                 |
| 茨城県 | 日立支店         | 316-0022 | 日立市大沼町1丁目6番3号 日立ハウジングステーション内 |
| 茨城県 | 神栖支店         | 314-0142 | 神栖市深芝南1丁目15番地1                             |
| 栃木県 | 那須塩原支店     | 329-3152 | 那須塩原市島方545番地1                               |
| 栃木県 | 小山支店         | 323-0820 | 小山市西城南4丁目20番地6                             |
| 栃木県 | 宇都宮支店       | 321-0932 | 宇都宮市平松本町808番地14                            |
| 富山県 | 富山支店         | 939-8014 | 富山市中川原新町71番地                               |
| 静岡県 | 富士支店         | 416-0933 | 富士市中丸87番地の3                                  |
| 静岡県 | 藤枝支店         | 426-0061 | 藤枝市田沼2丁目11番52号                              |
| 石川県 | 金沢支店         | 920-8214 | 金沢市直江南1丁目30番地                              |
| 千葉県 | 成田支店         | 286-0134 | 成田市東和田552番地                                  |
| 千葉県 | 旭支店           | 289-2511 | 旭市イ2071-6 旭住宅公園内                            |
| 奈良県 | 関西支店         | 639-1045 | 大和郡山市小林町西3丁目5番地3                        |
| 滋賀県 | 滋賀支店         | 522-0002 | 彦根市松原町3638番地1                                |

### レスコ土地活用カンパニー
自然災害への耐震性に特化したコンクリート住宅・「レスコハウス」のブランド展開などを手掛ける。また、コンクリートマンション・「タウンコード」ブランドも手掛ける。
- 本部 - 東京都千代田区丸の内1丁目8-3　丸の内トラストタワー本館23階

### Z空調＆FCカンパニー
全館空調「Z空調」を（沖縄を除く）全国の工務店に向けた販売・施工サポートを担う。また、「桧家住宅」ブランドのFC事業を展開する。
- 本部 - 東京都千代田区丸の内1丁目8-3　丸の内トラストタワー本館

## 断熱材事業
連結子会社の日本アクアにおいて、現場発泡断熱材「アクアフォーム」など高機能素材の開発・提供を手掛けている。

## リフォーム事業

### リフォームカンパニー
後付け窓シャッターや太陽光パネルの設置、Z空調や断熱のリフォームをはじめ、グループ管理物件のアフターメンテナンスや外構工事などを手掛ける。
| エリア   | 営業所   | 郵便番号 | 所在地                                            |
| -------- | -------- | -------- | ------------------------------------------------- |
| 埼玉県   | 本部     | 347-0028 | 加須市南小浜509-1                                 |
| 埼玉県   | 加須店   | 347-0028 | 加須市南小浜509-1                                 |
| 埼玉県   | 大宮店   | 330-0856 | さいたま市大宮区三橋2丁目913-1                    |
| 東京都   | 西東京店 | 202-0004 | 西東京市下保谷4丁目12-21                          |
| 神奈川県 | 相模原店 | 252-0344 | 相模原市南区古淵1丁目18-30 グリーンヒルホソヤ1階  |
| 千葉県   | 千葉店   | 260-0824 | 千葉市中央区浜野町1025-426                        |
| 千葉県   | 柏店     | 277-0005 | 柏市柏3773-3                                      |
| 茨城県   | つくば店 | 305-0074 | つくば市牧園1-5 牧園事務所101                     |
| 栃木県   | 栃木店   | 328-0061 | 栃木市新井町433                                   |
| 群馬県   | 高崎店   | 370-0802 | 高崎市並榎町41-1 上毛新聞マイホームプラザ高崎会場 |
| 長野県   | 長野店   | 380-0911 | 長野市大字稲葉629-1 アップルヒルズⅠ103            |
| 福島県   | 郡山店   | 963-8033 | 郡山市亀田2丁目22-14                              |
| 宮城県   | 宮城店   | 984-0030 | 仙台市若林区荒井東2丁目3-1                        |
| 新潟県   | 新潟店   | 950-3304 | 新潟市北区木崎2568-3                              |
| 静岡県   | 静岡店   | 420-0873 | 静岡市葵区籠上8-19 3階                            |

## 不動産投資事業
連結子会社のヒュージョン資産マネジメントにおいて、投資用不動産の売買・開発・仲介のほか、不動産賃貸業およびホテル事業を手掛けている。